# Ермаков, Виктор Фёдорович
Ви́ктор Фёдорович Ермако́в (род. 9 сентября 1935, Днепропетровск) — советский военачальник, генерал армии (1991), председатель совета Общероссийской общественной организации ветеранов Вооружённых Сил Российской Федерации.

## Детство
Из семьи военнослужащего. В детстве жил по местам службы отца в городах Летичев и Славута. Начало Великой Отечественной войны застало семью в Полтаве. С 1941 года находился с матерью и сестрой в эвакуации в селе Красноуральск Новоорского района Чкаловской области. С 1943 года семья жила по новому месту службы отца в Харькове, а затем в Тернопольской области. Там в 1953 году окончил школу. Занимался спортом, был чемпионом Украинской ССР по плаванию, имел спортивные разряды по лыжным гонкам, боксу, самбо.

## Начало военной службы
С 1953 года в Советской Армии ВС Союза ССР. Окончил Киевское объединённое училище самоходной артиллерии имени М. В. Фрунзе в 1956 году. Командовал учебным танковым взводом 32-го отдельного танкового полка в Прибалтийском военной округе (г. Алитус), танковым взводом в Группе советских войск в Германии, с 1963 года — учебной танковой ротой, с декабря 1966 года по август 1967 года был заместителем командира учебного танкового батальона по политической части в Прибалтийском военном округе. Затем был направлен на учёбу. Член КПСС.
В 1970 году окончил Военную академию имени М. В. Фрунзе. С июня 1970 года некоторое время служил заместителем командира мотострелкового полка, затем с октября 1970 года — начальник штаба танкового полка 4-й гвардейской Кантемировской танковой дивизии Московского военного округа. С февраля 1973 года командовал танковым полком, затем с августа того же 1973 года по июль 1974 года начальник штаба — заместитель командира 4-й гвардейской Кантемировской танковой дивизии. Воинские звания подполковник и полковник были присвоены досрочно.

## На старших и высших должностях
В 1976 году окончил Военную академию Генерального штаба ВС СССР имени К. Е. Ворошилова с золотой медалью, затем в 1982 году оканчивал Высшие академические курсы при этой академии. С июля 1976 года — командир 15-й гвардейской танковой дивизии Центральной группы войск, с декабря 1978 года — командир 28-го армейского корпуса также в ЦГВ (Чехословакия). С июля 1980 года — командующий 14-й гвардейской армией в Одесском военном округе. Генерал-майор танковых войск (1978 год). Генерал-лейтенант танковых войск (30 октября 1981 года).
С 7 мая 1982 года по 4 ноября 1983 года — командующий 40-й армией, которая вела боевые действия в Афганистане в составе Ограниченного контингента советских войск. На долю Ермакова выпали трудные первые годы Афганской войны, когда выявилась слабая готовность советских войск к боевым действиям в условиях горно-пустынной местности, многочисленные недостатки систем вооружения и обеспечения войск и сил.

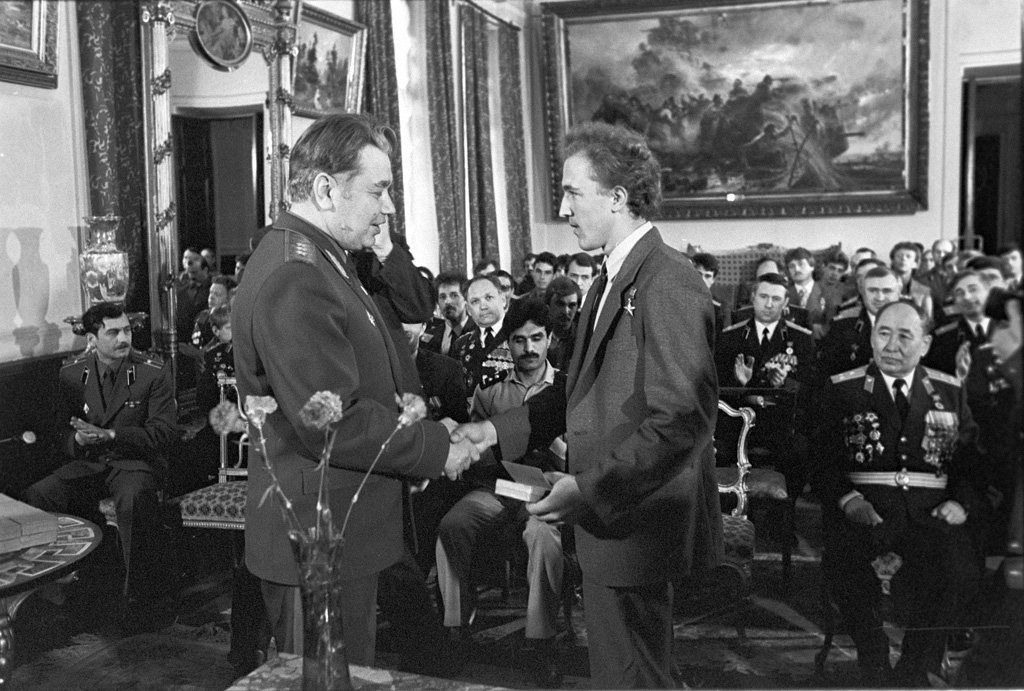
В. Ф. Ермаков (слева) вручает награду Юрию Шикову. 1988 год

С 4 ноября 1983 года — первый заместитель командующего войсками Туркестанского военного округа. С 1 октября 1984 года — командующий Центральной группой войск на территории Чехословакии, генерал-полковник (29 октября 1984 года). С декабря 1987 года — командующий войсками Ленинградского военного округа.
С 5 июля 1990 года начальник Главного управления кадров Министерства обороны СССР — заместитель Министра обороны СССР по кадрам.
Воинское звание генерал армии присвоено указом Президента СССР М. С. Горбачёва 6 февраля 1991 года.
Освобождён от занимаемой должности 12 сентября 1991 года, после событий ГКЧП. Позднее был уволен в запас и в отставку.
Депутат Верховного Совета Украинской ССР в 1984—1988 годах. Народный депутат РСФСР с 1990 года по 1993 год.
Женат. Два сына — офицеры ВС России.

## В запасе и в отставке

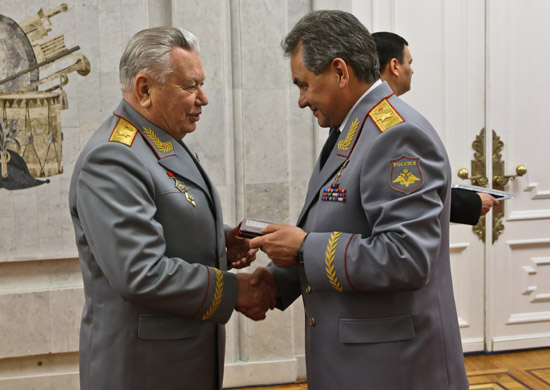
Министр обороны России Сергей Шойгу вручает Виктору Ермакову медаль «В память 25-летия окончания боевых действий в Афганистане».
17 февраля 2014 года.

Проживает в Москве. После создания в 2008 году Службы генеральных инспекторов Министерства обороны Российской Федерации является генеральным инспектором Министерства обороны. Активно участвует в работе ветеранских организаций бывших воинов-афганцев. В 2006 году избран первым заместителем Председателя Российского комитета ветеранов войны и военной службы.
С 2012 года является Председателем Совета ветеранов Вооружённых сил Российской Федерации. Член правления и президиума Общероссийской общественной организации инвалидов войны в Афганистане и военной травмы «Инвалиды войны», член правления и президиума Российского Союза ветеранов Афганистана, председатель совета Общероссийской общественной организации ветеранов Вооружённых Сил Российской Федерации. Член центрального штаба Общероссийского народного фронта. Вице-президент Клуба военачальников Российской Федерации (президент Клуба — генерал армии Куликов А. С.). Автор воспоминаний об Афганской войне.

## Санкции
15 января 2023 года из-за вторжения России на Украину внесён в санкционный список Украины, предполагается блокировка активов на территории страны, приостановка выполнения экономических и финансовых обязательств, прекращение культурных обменов и сотрудничества, лишение украинских госнаград.

## Награды
- Орден «За заслуги перед Отечеством» 4-й степени (2010)
- Орден Александра Невского[7]
- Орден Почёта (2005, Российская Федерация)[8]
- орден Дружбы (2015)
- Орден Красного Знамени (1992)
- Орден Красной Звезды (1980)
- Орден «За службу Родине в Вооружённых Силах СССР» 3-й степени (1988)
- Медали СССР
- Медали Российской Федерации

Награды иностранных государств
- Орден Красного Знамени (ЧССР)
- Орден Красной Звезды (ЧССР, 1987)
- Орден «За храбрость» (Афганистан, 17.01.1991)
- Медаль «40 лет освобождения Чехословакии Советской Армией» (ЧССР, 1985)
- Медаль «60 лет Вооружённым силам МНР» (МНР, 1981)
- Медаль «30-я годовщина Революционных Вооружённых сил Кубы» (Куба, 24.11.1986)
- Медаль «В память 10-летия вывода советских войск из Афганистана» (13 февраля 2003, Белоруссия) — за большой личный вклад в развитие и укрепление взаимодействия движений ветеранов войны в Афганистане Республики Беларусь и Российской Федерации[9]

## Сочинения
- Ермаков В. Ф. Афганский зной. — М.: Эксмо, 2014. — 288 с. — ISBN 978-5-699-69095-4.
- Ермаков В. Ф. Из истории советско-чехословацкого боевого сотрудничества // Военно-исторический журнал. — 1988. — № 3. — С. 11—16.